# 宝山镇 (城固县)
宝山镇是中国陕西省汉中市城固县下辖的一个镇。

## 行政区划
宝山镇下辖以下行政区：
夭庄村、丁家村、陈家村、东窑村、卢家坡村、宝山村、西庙村、东庙村、苏村、柳夹寨村